# Onze-Lieve-Vrouw-in-'t-Zandkapel (Lichtaart)

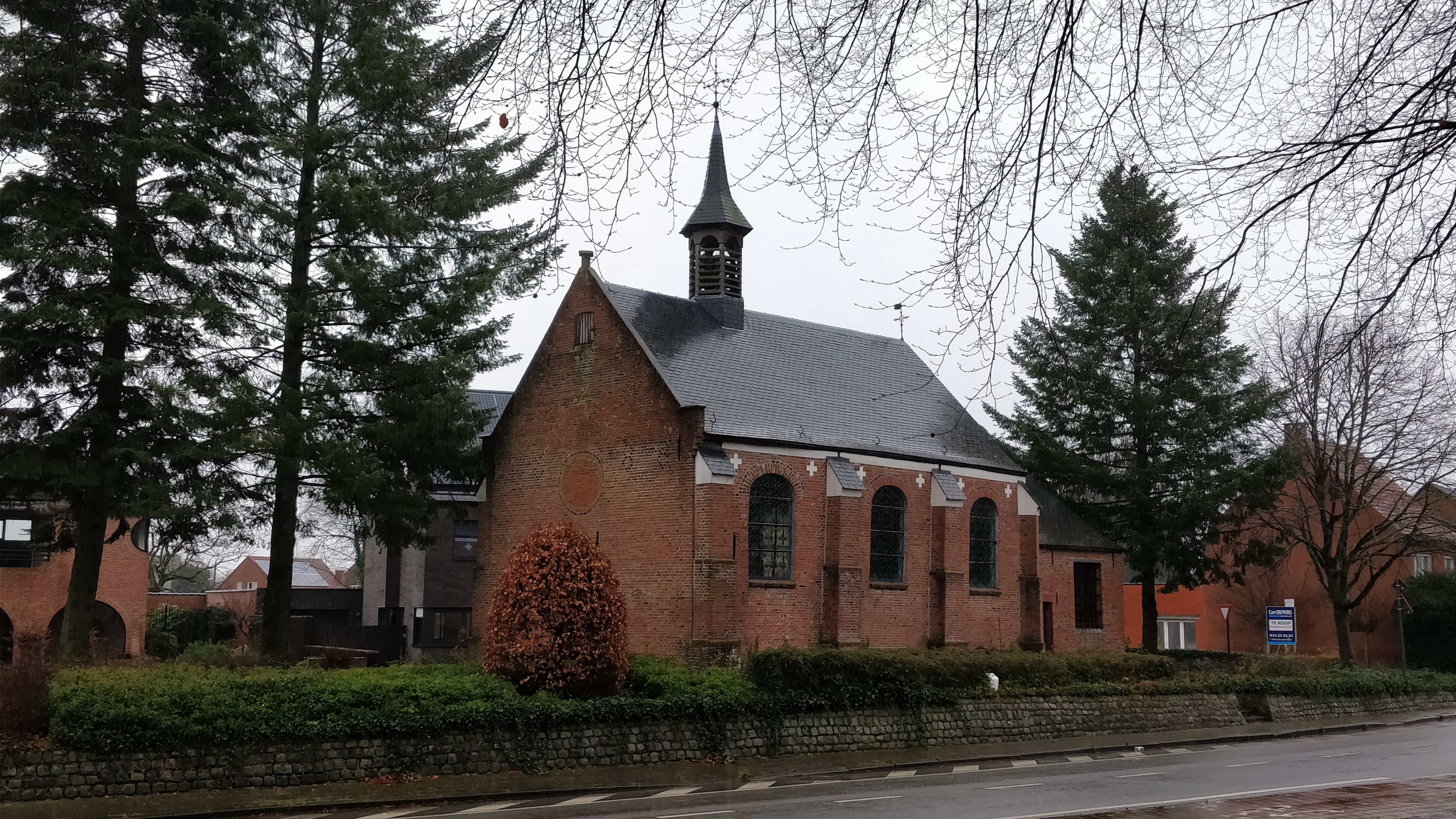
Onze-Lieve-Vrouw in 't Zandkapel

De Onze-Lieve-Vrouw-in-'t-Zandkapel is een kapel in de tot de Antwerpse gemeente Kasterlee behorende plaats Lichtaart, gelegen aan de Zandstraat.

## Geschiedenis
Vermoedelijk stond hier al een laatgotische kapel voordat, in 1688, een nieuwe kapel werd gebouwd. De kapel werd in 1968-1970 en in 1998 gerestaureerd.

## Gebouw
Het is een georiënteerde bakstenen kapel op rechthoekige plattegrond met driezijdig afgesloten koor, waaraan een sacristie is gebouwd. De westgevel is een tuitgevel met vlechtingen.
Het kerkmeubilair is uit de 2e helft dan de 17e eeuw met een schilderij van Onze-Lieve-Vrouw met Kind, een portiekaltaar van gemarmerd hout (1688), een communiebank en het doksaal.